# Mörk pingborre
Mörk pingborre (Amphimallon fallenii), eller Dagpingborre (då den till skillnad från Allmän pingborre svärmar om dagen) är en skalbaggsart som beskrevs av Gyllenhall 1817. Enligt Catalogue of Life ingår mörk pingborre i släktet Amphimallon, och familjen Melolonthidae, men enligt Dyntaxa är tillhörigheten istället släktet Amphimallon, och familjen bladhorningar. Enligt den svenska rödlistan är arten nära hotad i Sverige. Arten förekommer numera (2010) endast i Skåne och Öland. Arten har tidigare förekommit på Gotland, i Blekinge och Halland, men är numera lokalt utdöd. Artens livsmiljö är jordbrukslandskap. Inga underarter finns listade i Catalogue of Life.